# روز تشان
روز تشان (بالملايوية: Rose Chan)‏ هي راقصة ماليزية، ولدت في 1925 في سوجو في الصين، وتوفيت في 26 مايو 1987 في بينانق في ماليزيا بسبب سرطان الثدي.